# 5295 Masayo
5295 Masayo este un asteroid din centura principală de asteroizi.

## Descriere
5295 Masayo este un asteroid din centura principală de asteroizi. A fost descoperit pe 5 februarie 1991 la Kani de Yoshikane Mizuno și Toshimasa Furuta. El prezintă o orbită caracterizată de o semiaxă mare de 3,15 ua, o excentricitate de 0,09 și o înclinație de 6,3° în raport cu ecliptica.